# مس مارفل (مسلسل قصير)
السيدة مارفيل (بالإنجليزية: Ms. Marvel) هو مسلسل تلفزيوني أمريكي قصير من إنتاج بيشا كانفال علي لخدمة البث ديزني+، مقتبس من قصص مارفل المصورة، ويتناول شخصية كامالا خان/السيدة مارفل. وهو المسلسل التلفزيوني السابع في عالم مارفل السينمائي (MCU) الذي تنتجه استوديوهات مارفل، ويشارك الإستمرارية مع أفلام السلسلة. يروي المسلسل قصة كامالا خان، فتاة في السادسة عشرة من عمرها، معجبة بفريق المنتقمون، تكافح للتأقلم حتى تكتسب قواها الخاصة. شغلت علي منصب كاتبة السيناريو الرئيسية، بينما قاد عادل وبلال فريق الإخراج. إيمان فيلاني تلعب دور كامالا خان، مع مات لينتز، ياسمين فليتشر، زنوبيا شروف، موهان كابور، ساجار شيخ، لوريل مارسدن، أزهر عثمان، ريش شاه، أريان مؤيد، أليسيا راينر، ليث نقلي، نيمرا بوشا، ترافينا سبرينغر، أداكو أونونجبو، سامينا أحمد، فؤاد خان، مهويش حياة، فرحان أختار. وأراميس نايت يلعب دور البطولة أيضًا. تم الإعلان عن المسلسل بمشاركة علي في أغسطس 2019. تم اختيار فيلاني في سبتمبر 2020، وتم تعيين عادل وبلال وميرا مينون وشارمين عبيد تشينوي كمخرجين للمسلسل. بدأ التصوير في أوائل نوفمبر 2020، في أتلانتا، جورجيا، ونيوجيرسي، قبل أن يُختتم في تايلاند في مايو 2021.
عُرض مسلسل "السيدة مارفل" لأول مرة في 8 يونيو 2022، واستمر لست حلقات حتى 13 يوليو. وهو جزء من المرحلة الرابعة من عالم مارفل السينمائي. وقد حظي المسلسل بإشادة واسعة، لا سيما بفضل أسلوبه البصري الإبداعي وأداء فيلاني. يُمهّد مسلسل "السيدة مارفل" لأحداث فيلم "ذا مارفلز" (2023)، الذي تُعيد فيه فيلاني تمثيل دور كامالا.

## الممثلون و الشخصيات
إيمان فيلاني بدور كامالا خان / السيدة مارفل: طالبة ثانوية أمريكية باكستانية تبلغ من العمر 16 عامًا من مدينة جيرسي. كامالا فنانة طموحة، ومولعة بألعاب الفيديو، وتكتب قصصًا خيالية عن أبطال خارقين مثل كارول دانفرز / كابتن مارفل. تكتسب القدرة على تسخير الطاقة الكونية وإنشاء هياكل ضوئية صلبة من سوار سحري، ويكشف أنها متحولة في الحلقة الأخيرة من المسلسل.
مات لينتز بدور برونو كاريلي: أفضل صديق لكامالا، وهو عبقري في التكنولوجيا معجب بها.
ياسمين فليتشر بدور ناكيا بهادير: صديقة كامالا المقربة، التي تترشح لمنصب في مجلس إدارة المسجد. في مسلسل "مس مارفل"، ناكيا لبنانية أمريكية ومختلطة العرق، مثل فليتشر، مقارنةً بنسخة القصص المصورة التي هي أمريكية من أصل تركي.
زينوبيا شروف بدور منيبة خان: والدة كامالا وزوجة يوسف.
موهان كابور بدور يوسف خان: والد كامالا وزوج منيبة.
ساغار شيخ بدور عامر خان: الأخ الأكبر لكامالا.
لوريل مارسدن بدور زوي زيمر: الفتاة الأكثر شهرة في مدرسة كامالا الثانوية ومؤثرة على وسائل التواصل الاجتماعي.
أزهر عثمان بدور النجف: بائع طعام حلال يعرف كامالا.
ريش شاه بدور كامران: فتى تُعجب به كامالا.
أريان مؤيد بدور بي. كلياري: عميل في إدارة مكافحة الأضرار (DODC).
أليشيا راينر بدور سادي ديفر: عميلة في إدارة مكافحة الأضرار تعمل مع كلياري.
ليث ناكلي بدور الشيخ عبد الله: إمام في مسجد كامالا.
نيمرا بوتشا بدور نجمة: والدة كامران، قائدة الجن السريين، وهم مجموعة من الجن يحاولون العودة إلى موطنهم في بُعد نور بعد نفيهم إلى الأرض.
ترافينا سبرينغر بدور تيشا هيلمان: زوجة عامر.
أداكو أونونوبو بدور فريحة: عضو في جماعة الجن السريين التي تحمل رمحًا.
سامينا أحمد بدور سناء: جدة كامالا التي تعيش في كراتشي، باكستان.و زيون عثمان تجسد شخصية سناء في شبابها.
فؤاد خان بدور حسن: جد كامالا الأكبر.
مهوش حياة بدور عائشة: جدة كامالا الكبرى، عضوة في جماعة السريين والمالكة الأصلية للسوار.
فرحان أختر بدور وليد: قائد جماعة الخناجر الحمراء، وهي جماعة من الحراس الذين يرتدون مناديل حمراء ويحملون سكاكين رمي.
أراميس نايت بدور كريم / الخنجر الأحمر: عضو في جماعة الخناجر الحمراء.

## الاستقبال
عُرض مسلسل "السيدة مارفل" لأول مرة على منصة ديزني+ في 8 يونيو 2022، وشاهده حوالي 775,000 أسرة أمريكية في أول 5 أيام من عرضه - وهو أقل عدد مشاهدة لمسلسل واقعي من عالم مارفل السينمائي. ومع ذلك، فقد حقق نجاحًا دوليًا هائلاً، ليصبح واحدًا من أكثر المسلسلات مشاهدةً عالميًا، وخاصةً في الهند وباكستان والشرق الأوسط.وأفادت شركة نيلسن بأنه حقق أكثر من 249 مليون دقيقة مشاهدة في أسبوعه الأول في الولايات المتحدة. وازدادت نسبة المشاهدة بشكل طردي مع اكتساب المسلسل شعبية بين الجماهير الأصغر سنًا والعالمية. وعلى الرغم من بدايته المتواضعة في الولايات المتحدة، إلا أن تأثيره العالمي جعله نجاحًا كبيرًا لمنصة ديزني+.

## روابط خارجية
- الموقع الرسمي
- مس مارفل على موقع IMDb (الإنجليزية)
- مس مارفل على موقع ميتاكريتيك (الإنجليزية)
- مس مارفل على موقع روتن توميتوز (الإنجليزية)
- مس مارفل على موقع فيلمافينيتي (الإسبانية)
- مس مارفل على موقع ليتربوكسد (الإنجليزية)
- مس مارفل على موقع كينوبويسك (الروسية)
- مس مارفل على موقع ألو سيني (الفرنسية)
- مس مارفل على موقع ميوزك برينز (الإنجليزية)
- مس مارفل على موقع قاعدة بيانات الفيلم (الإنجليزية)

لا توجد روابط لمواقع التواصل الاجتماعي.